# Голохвастов, Андрей Алекович
Андрей Алекович Голохвастов — российский пловец в ластах.

## Карьера
Бронзовый призёр чемпионата мира 1994 года на дистанции 1500 метров в ластах.
Окончил Кубанский государственный университет физической культуры, спорта и туризма.
Возглавляет Саратовскую федерацию подводного плавания (ныне Саратовская региональная общественная организация «Спортивная федерация подводного спорта»). Также с 2006 года является директором ГБОУДОД «Саратовская областная специализированная детско-юношеская спортивная школа олимпийского резерва по водным видам спорта».
Дочь — Светлана занимается подводным плаванием (кмс) и художественной гимнастикой (мс). Жена — Тамара Леонидовна — тренер СДЮСШ.